# Лукта (гмина)
Лукта (пол. Łukta) — сельская гмина (уезд) в Польше, входит как административная единица в Острудский повет, Варминьско-Мазурское воеводство. Население — 4521 человек (на 2018 год). Через гмину протекает одноимённая река.

## Демография
| Перепись                       | Всего   | Всего | Женщины | Женщины | Мужчины | Мужчины |
| ------------------------------ | ------- | ----- | ------- | ------- | ------- | ------- |
| Единицы                        | человек | %     | человек | %       | человек | %       |
| Население                      | 4444    | 100   | 2202    | 49,5    | 2242    | 50,5    |
| Плотность населения (чел./км²) | 24,1    | 24,1  | 11,9    | 11,9    | 12,1    | 12,1    |

## Соседние гмины
1. Гмина Гетшвалд
2. Гмина Йонково
3. Гмина Миломлын
4. Гмина Моронг
5. Гмина Оструда
6. Гмина Свёнтки